# SAO 132421
SAO 132421 è una stella bianco-gialla nella sequenza principale di moderata temperatura (Temperatura effettiva 6485 K) di magnitudine 9 situata nella costellazione di Orione. Dista 411 anni luce (126 pc) dal Sole.

## Osservazione
Si tratta di una stella situata di poco nell'emisfero celeste australe, ma molto in prossimità dell'equatore celeste; ciò comporta che possa essere osservata da tutte le regioni abitate della Terra senza alcuna difficoltà e che sia invisibile soltanto nelle aree più interne dell'Artide. 
Nell'emisfero sud invece appare circumpolare solo molto oltre il circolo polare antartico. Essendo di magnitudine visuale pari a 9, non è osservabile ad occhio nudo; per poterla scorgere è sufficiente comunque anche un buon binocolo di dimensioni medio-grandi, meglio ancora un piccolo telescopio, a patto di avere a disposizione un cielo buio.
Il periodo migliore per la sua osservazione nel cielo serale ricade nei mesi compresi fra novembre e marzo; da entrambi gli emisferi il periodo di visibilità rimane indicativamente lo stesso, grazie alla posizione della stella non lontana dall'equatore celeste.

## Caratteristiche fisiche
La stella è una bianco-gialla, molto debole, di bassa temperatura.
La sua velocità radiale positiva indica che la stella si sta allontanando dal sistema solare.